# Putzolana
La putzolana és una roca silícia d'origen volcànic a partir de la qual s'obtenia tradicionalment el ciment. La història del seu ús va des de l'antiga Roma fins a la invenció del ciment Portland al segle xix. Avui dia el ciment putzolànic es considera un material de construcció ecològic.
La definició àmplia de putzolana no s'ocupa de l'origen del material, només de la seva capacitat de reaccionar amb hidòxid de calci i aigua. La quantificació d'aquesta capacitat està compresa dins del terme activitat putzolànica.
La pozzolana és un material similar però en aquest cas només d'origen volcànic

## Origen i història
Rep el seu nom de la població de Pozzuoli, antigament Puteoli, a la falda del Vesuvi, on ja en temps romans la pulvis puteolanis era explotada per a la fabricació de ciment (opus caementicium). El terme es va estendre a tots els materials que tenen les mateixes propietats o similars a les de la putzolana natural.
Els enginyers romans van descobrir el potencial d'aquest material. En descobrir que el formigó elaborat amb aquest material pot solidificar-se sota l'aigua, el primer ús va ser la construcció de conductes hidràulics, molls i molins d'aigua. S'han trobat proves d'aquest ús a l'antiga Camiros, durant la civilització minoica, als anys 500-400 aC i d'allí devia ser importat a la civilització romana, els quals la van desenvolupar i millorar.

Una altra característica d'aquest material és la lleugeresa sense perdre resistència, motiu pel qual es va fer servir en la construcció de cúpules grans, el millor exemple és el Panteó de Roma. Construït l'any 123, va ser durant 1.500 anys la cúpula de mida més gran, i amb els seus 43'3 metres de diàmetre encara manté el rècord de ser la major construcció de formigó no armat del món. Per a fer el formigó del Panteó es va barrejar calç, putzolana i aigua; i en les parts inferiors maons trencats a manera dels actuals àrids, per alleugerir el pes en les capes superiors es van utilitzar materials d'encara menor pes com la pedra tosca i la putzolana no molta.
A partir del segle xix es va anar deixant de banda, preferint els constructors l'ús del ciment Portland per la seva major rapidesa en solidificar.
En l'actualitat, és un material que continua sent utilitzat per fer formigons i morters, en especial en ambients moderadament agredits per aigües pures, dèbilment àcides o carbòniques; en formigons per obres hidràuliques i en formigons amb àrids reactius amb els àlcalis.

## Dipòsits de putzolana al món
A la península Ibèrica hi ha molts jaciments de putzolana d'origen natural. La seva explotació és fàcil però comporta un deteriorament paisatgístic important. Per això s'ha desenvolupat una alternativa a base del reciclatge de residus de material ceràmic, que anteriorment no tenien cap aplicació al final de la seva vida útil. A Xile, a la regió metropolitana, hi ha un gran mantell putzolánic als municipis de Lampa i Pudahuel. Algunes empreses exploten aquest mantell per obtenir matèria primera, especialment per a la indústria de l'abrasió. Inicialment, l'origen d'aquest material es va atribuir a la presència dels volcans Tupungato i Sant Josep, però atesa l'extensió i distribució del material s'ha atribuït actualment a l'extint volcà Diamant situat a la frontera amb Argentina a la mateixa latitud que Santiago.

## Principals tipus de putzolanes

### Putzolanes naturals
- Roques volcàniques, en les quals el constituent amorf és vidre produït per refredament brusc de la lava. Per exemple les cendres volcàniques, el tuf, l'escòria i l'obsidiana.
- Roques o sòls en els quals el constituent silici conté òpal, ja sigui per la precipitació del diòxid de silici d'una solució o dels residus d'organismes de la qual cosa són exemples les terres de diatomea, o les argiles calcinades per via natural a partir de calor o d'un flux de lava.

### Putzolanes artificials

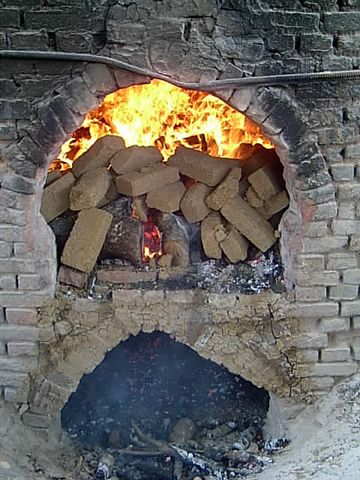
Maons incinerats per produir cendra amb característiques putzolàniques

- Cendres volants: les cendres que es produeixen en la combustió del carbó mineral (lignit) en les plantes tèrmiques de generació d'electricitat.
- Argiles activades o calcinades artificialment: per exemple residus de cremar maons d'argila i altres tipus d'argila que han sigut sotmeses a temperatures superiors als 800 °C.
- Escòries de fosa: principalment de la fosa d'aliatges ferrosos en alts forns. Aquestes escòries han de ser refredades sobtadament per aconseguir que adquireixin una estructura amorfa.
- Cendres de residus agrícoles: la cendra de pellofa d'arròs, cendra del bagàs i la palla de la canya de sucre. Quan són cremats convenientment, s'obté un residu mineral ric en sílice i alúmina, l'estructura depèn de la temperatura de combustió.

## Millora en les propietats del ciment putzolànic
El ciment putzolànic es produeix en barrejar íntimament i moldre fins a obtenir una fina pols, una barreja d'hidrat de calç i putzolana, amb una proporció mitjana de 70% de putzolana i 30% de calç. El material produït requereix tenir una finor similar a la del ciment pòrtland ordinari (250-300 m²/kg assaig Blaine). El ciment puzolànic tipus CP40 ha sigut desenvolupat i produït pel CIDEM, centre d'investigacions de la Universitat Central de Las Villas, Cuba.
Els avantatges del ciment puzolànic són:
- Major durabilitat del ciment.
- Millora resistència contra l'acció corrosiva de l'aigua del mar.
- Millor defensa davant els sulfats i clorurs.
- Augment en la resistència a la compressió.
- Increment de la impermeabilitat per la reducció d'esquerdes en l'enduriment.
- Disminució de la calor d'hidratació.
- Millora resistència contra l'abrasió.
- Augment la resistència de l'acer a la corrosió.
- Menor necessitat d'aigua.

## Propietats de la putzolana
Les propietats de les putzolanes depenen de la composició química i l'estructura interna. Es prefereix putzolanes amb composició química tal que la presència dels tres principals òxids (SiO  2 , Al₂O3 , Fe₂O₃) sigui major del 70%. Es tracta que la putzolana tingui una estructura amorfa.
En el cas de putzolanes que provenen de deixalles de l'agricultura (cendres de la canya de sucre i l'arròs), la forma més viable de millorar les seves propietats és realitzar una crema controlada en incineradores rústiques, on es controla la temperatura de combustió, i el temps d'estada del material.
Si la temperatura de combustió queda en el rang entre 400-760 °C, es garanteix que el sílice es forma en fases amorfes, de molta reactivitat. Amb temperatures superiors comencen a formar-se fases cristal·lines de sílice, poc reactives a temperatura ambient.

## Altres usos de la putzolana
- Filtre natural de líquids per la seva elevada porositat.
- Substrat inert i airejant per a cultius hidropònics.
- Fabricació de formigó de baixa densitat (com ja s'ha assenyalat en el cas del Panteó de Roma).
- Drenatge natural de camps de futbol i instal·lacions esportives.
- Absorbent (en el cas de l'aigua del 20 al 30% del pes d'àrid sec) i preparació de terres volcàniques oloroses.
- Aïllant tèrmic (0,21 Kcal/Hm2 C)
- Arqueologia. Protector de restes arqueològiques de baixa densitat per a conservació de restes (per construcció sobre ells o amb caràcter temporal).
- Jardineria. En nombroses rotondes, jardins. Substitut eficaç de la gespa en zona amb manca d'aigua de reg.
- Abrasiu. Usat com a ingredient en alguns detergents abrasius.